# 壓頭
壓頭是一種生活用品零件。主要配合塑膠瓶罐，有各式種類及功能。最常見的是噴槍頭，噴頭有噴霧或水柱狀。

## 五金百貨
各種噴頭都有不同價格，搭配不同的瓶罐使用，如防蚊液的噴頭小，而且呈噴霧狀。有的噴頭還會搭配卡榫，蓋子，噴管。

## 容器和設計
普遍使用寶特瓶（PET)作為其容器，亦有HDPE瓶身，標榜耐衝擊，抗腐蝕。
一些特殊用途上會有顛倒使用，防日曬，氣壓式設計。灑水器的噴頭，可透過調整噴嘴，達成距離遠近。
一般常見的洗面乳，是透過擠壓將內容物取出，如今亦有泡沫專用的噴頭。

## 常見的噴頭用品
- 沐浴乳，洗髮乳
- 酒精
- 洗碗精
- 洗手乳
- 洗面乳
- 防蚊液
- 殺蟲劑
- 清潔劑
- 保養品
- 滅火器
- 水
- 酒精
- 乳液